# Criotettix longlingensis
Criotettix longlingensis är en insektsart som beskrevs av Zheng, Z. och X. Ou 2003. Criotettix longlingensis ingår i släktet Criotettix och familjen torngräshoppor. Inga underarter finns listade i Catalogue of Life.